# Johannes Vares

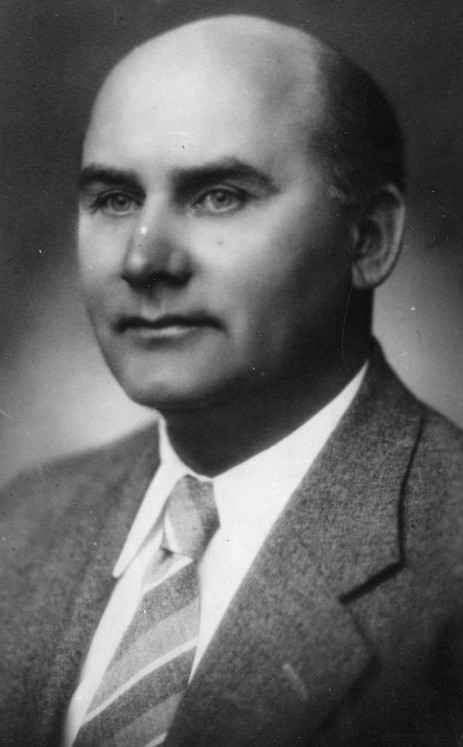

Johannes Vares (pseudoniem: Johannes Barbarus) (1890 - 29 november 1946) was een Estisch dichter en politicus.
Johannes Vares bezocht het gymnasium van Pärnu en studeerde medicijnen te Kiev (1910-1914). Tijdens de Eerste Wereldoorlog werkte hij als legerarts in Galicië. Tijdens de onafhankelijkheidsoorlog van Estland werkte hij als legerarts in het Estse leger (1918-1920). Na de oorlog werkte hij als arts in Pärnu.
Johannes Vares was actief als dichter: hij publiceerde onder de schrijversnaam Johannes Barbarus. Als francofiel was hij geïnspireerd door de Franse Clarté-groep en door Émile Verhaeren. Zijn belangrijkste dichtbundels zijn 'De geometrische mens' (Geomeetriline inimene, 1924) en 'De vermenigvuldigde mens' (Multiplitseerit inimene, 1927). Beide hebben een kubistische vormgeving. Barbarus geldt in de Estische literatuurgeschiedenis bij uitstek als degene die het moderne grotestadsleven behandelde. 
Nadat de Sovjet-Unie Estland op 17 juni 1940 had bezet, werd Johannes Vares aangesteld als premier (21 juni). Op 14 en 15 juli 1940 werden er verkiezingen voor het "volksparlement" gehouden. Hieraan mochten alleen door de Sovjet-Unie goedgekeurde kandidaten meedoen. Op 21 juli 1940 trad president Konstantin Päts af en werd Vares tevens president. De nieuwe volksregering van Estland verzocht Moskou om Estland als sovjetrepubliek op te nemen in de USSR. Op 6 augustus 1940 werd dit "verzoek" gehonoreerd en werd Estland onder de naam Estse Socialistische Sovjetrepubliek opgenomen in de Unie van Socialistische Sovjetrepublieken. Nadien werd Vares lid van de Estse Communistische Partij (EKP).
Van 25 augustus 1940 tot 29 november 1946 was hij Voorzitter van het Presidium van de Opperste Sovjet van de Estse SSR.
Johannes Vares pleegde eind 1946 zelfmoord.
- Bibsys: 90352402
- Bibliothèque nationale de France: cb16175943k (data)
- Gemeinsame Normdatei: 119296470
- International Standard Name Identifier: 0000 0000 7992 7706
- Library of Congress Control Number: n85040890
- Nationale Bibliotheek van Letland: 000149714
- MusicBrainz: 30fae740-be43-43a2-9094-d55391ea764a
- Nationale Bibliotheek van Polen: a0000002534785
- Virtual International Authority File: 42644990
- WorldCat: E39PBJhxq3QjqdxGkxW6BWHBfq